# Clément Russo
Clément Russo (ur. 20 stycznia 1995 w Lyonie) – francuski kolarz szosowy i przełajowy.

## Osiągnięcia

### Kolarstwo szosowe
Opracowano na podstawie:
2017
- 2. miejsce w Tour de Beauce
  - 1. miejsce w klasyfikacji młodzieżowej

2019
- 1. miejsce w Vuelta a la Comunidad de Madrid

### Kolarstwo przełajowe
Opracowano na podstawie:
2012
- 2. miejsce w mistrzostwach Europy juniorów

2017
- 3. miejsce w klasyfikacji generalnej Pucharu Świata U23

## Rankingi

### Kolarstwo szosowe
| Rok              | 2017  | 2018  | 2019 | 2020 | 2021 | 2022 | 2023  |
| ---------------- | ----- | ----- | ---- | ---- | ---- | ---- | ----- |
| World Ranking    | 1058. | 1226. | 316. | -    | 327. | 712. | 1253. |
| UCI Europe Tour  | 1031. | 755.  | 261. | -    | 276. | 547. | -     |
| UCI America Tour | 131.  | -     |      |      |      |      |       |
|                  |       |       |      |      |      |      |       |
| Źródło: UCI      |       |       |      |      |      |      |       |